# Laputa
Laputa (ラピュータ) foi uma banda japonesa de rock visual kei formada em Nagoya, ativa de 1993 a 2004. Sua formação principal contava com os fundadores Aki (vocais) e Tomoi (bateria), o baixista Junji e guitarrista Kouichi. O nome, escolhido pelo vocalista, foi derivado da ilha voadora Laputa de As Viagens de Gulliver, também mencionada no popular filme Laputa: Castle in the Sky. Aki faleceu em agosto de 2023, e um ano depois Laputa se reuniu para uma apresentação em homenagem.
Durante sua carreira, Laputa lançou sete álbuns de estúdio. Emadara (1997) foi considerado um dos melhores de 1989 a 1998 em uma edição de 2004 da revista musical Band Yarouze. Os seguintes Jakō (1998) e Cakera (1999) conquistaram o top 10 da Oricon Albums Chart.
Conhecido por sua musicalidade "sombria, forte e melódica", o grupo foi creditado um dos criadores e propagadores do subgênero Nagoya kei.

## Carreira

### 1993–1995: Formação e anos iniciais
Laputa foi formada em Nagoya em julho de 1993 pelo vocalista Aki, baterista Tomoi e baixista Kusuba, colegas de ensino médio que faziam parte da extinta banda Ai Sick Face. Fizeram sua primeira apresentação em 29 de agosto, seguida por outra no dia seguinte, em um evento na casa de shows Nagoya Music Farm e em 4 de setembro lançaram sua primeira fita demo, Saddist no Yume, limitada a 80 cópias. No dia 13 de novembro, o guitarrista Hideno, que também era do Ai Sick Face, juntou-se ao grupo. Em 20 de dezembro lançaram mais uma demo, "Naraku no Soko", nela Okazaki Yukito de Eternal Elysium foi o engenheiro de som. Nove dias depois, o outro guitarrista Hiro deixou a banda e Junji ingressou em sua posição no ano seguinte. Em 5 de maio de 1994, o primeiro single "Watashi ga Kieru" (私が消える) foi lançado com mil cópias impressas, que esgotaram. Foi relançado com uma capa diferente no dia 22. Seu lançamento foi seguido pela primeira de cinco turnês intituladas Paradoxical Reality. Convidado pela banda Merry go Round, o guitarrista Hideno deixou o Laputa em 25 de julho. Apenas três dias depois, foi substituído por Kouichi, que fazia parte do Silver~Rose.
No início de 1995, Kusuba decide sair da banda. Para preencher a posição, foi anunciado no dia 12 de janeiro em um show na Nagoya Music Farm que o guitarrista Junji agora seria o baixista do grupo, estabelecendo assim a formação principal do Laputa. O álbum de estreia Memai foi lançado no mês seguinte, inicialmente limitado a 5000 cópias, e foi promovido pela Paradoxical Reality II. Logo mais, a banda mudou-se de Nagoya para Tóquio e estabeleceu um fã clube oficial chamado "Voyage" (anteriormente, o fã clube era nada mais que uma simples assinatura para receber newsletters). Também iniciaram um contrato com a gravadora independente Shaking Hands/Shake Hands.

### 1996–1999: Estreia na Toshiba EMI e anos de sucesso
Em fevereiro de 1996 lançaram o EP Kurumeku Hajin e alguns meses depois o vídeo ao vivo "Hakoniwa", promovidos pelas turnês Paradoxical Reality IV e V. Eles alcançaram a segunda e primeira posição nas paradas indies da Oricon, respectivamente, e isso os levou a conseguirem um contrato com gravadora major Toshiba EMI. Laputa anunciou que estava deixando de ser indie em uma apresentação limitada ao fã clube em 10 de agosto. O primeiro lançamento na EMI foi o single "Glass no Shouzō" em 30 de setembro, seguido pelo álbum Kagerō em 23 de outubro.
Em 1997, foi lançado o single "Eve ~Last night for you~", usado como um dos temas de abertura do programa de televisão Countdown TV. Um show gratuito de apenas duas músicas na entrada leste da estação de Shinjuku trouxe 5 mil fãs ao local em 8 de junho. O sucesso inesperado do evento foi documentado em seis jornais e um programa de televisão. Mais tarde naquele mês, o segundo álbum Emadara foi lançado e é considerado um dos melhores do Laputa, chamando a atenção pelos riffs de guitarra. Já o próximo single, chamado "Meet again" e lançado em 11 de dezembro de 1997, foi usado como tema de abertura do anime Kindaichi Shōnen no Jikenbo. O primeiro trabalho a alcançar o top 10 da Oricon Albums Chart, o álbum Jakō foi lançado em 18 de março de 1998. O single presente no álbum "Yurenagara...", lançado em 4 de fevereiro, foi tema de encerramento do reality show da Nippon TV "Susume! Denpa Shounen" entre fevereiro de março. Setembro viu uma série de lançamentos do Laputa, incluindo a remasterização de seus álbuns independentes e o lançamento de um quinto single, "Feelin' the Sky".
No primeiro dia de 1999, o single "Breath" foi lançado e foi tema de abertura da série de televisão Rank Oukoku durante o mês de março, mês que aconteceu o lançamento do single "Chimes". Depois de mais um single, em junho foi lançado o álbum Cakera, o único que figurou na Billboard Japan. Mais uma apresentação gratuita ao ar livre aconteceu em 25 de setembro: Laputa foi o ato de encerramento do evento Vital '99 organizado pela Nagoya Television. Em outubro, viajaram até Hong Kong para tocar como ato de encerramento do evento Rock'n Roll Circuit, fazendo de Laputa um dos primeiros artistas visual kei a se apresentar fora do Japão.

### 2000–2004: Mudança para a Nippon Crown e fim da banda
No novo milênio, saíram da EMI para ingressar na Nippon Crown e deixaram a Shaking Hands para fundar seu próprio selo, chamado Dub Corporation. No começo do ano foi lançada a compilação Laputa Coupling Collection+xxxk e mais tarde a 3DISC BEST 1995-1999 except Coupling Collection. Em 2001, foi lançado o single "Silent on-looker", o álbum "Heaven" e um vídeo ao vivo. Em 2002, a frequência de shows foi reduzida pois Kouichi esteve hospitalizado, e desde então o número de canções do Laputa compostas por ele diminuiu. Neste ano, Laputa lançou o EP Glitter, o último single de sua carreira "Shinkai/Brand-new color" e o álbum New Temptation.
Em 2003, o único lançamento foi o EP Sparks Monkey. No ano seguinte, mais um EP foi disponibilizado: Material Pleasures. Após estes anos de poucos lançamentos, predominados por turnês, foi anunciado em maio que Laputa encerraria as atividades em 5 de setembro de 2004 após um último show no Shibuya Public Hall. Antes de sua última turnê All Burst, em julho um álbum de compilação foi lançado, intitulado Best All + Clips 2000~2004, com suas músicas de maior sucesso e clipes lançados pela Nippon Crown. Em dezembro o DVD gravado ao vivo no último show da banda foi lançado.

### Após o fim do Laputa
Depois da dissolução da banda, os membros engajaram em outros projetos musicais. Kouichi formou o projeto solo Everlasting-K, ativo até 2013 e Tomoi entrou na banda Milk Fudge, depois foi músico suporte da banda Jils até sua separação e então formou o grupo C4. Junji, que antes havia fundado a banda Halation, se juntou ao C4 em 2009 e eles estão ativos até hoje. Aki começou uma carreira solo, ativa até sua morte em 2023.
Em 29 de agosto de 2023, Aki faleceu por conta de uma doença súbita aos 52 anos. Alguns meses depois foram anunciados dois shows para 2024: um show memorial a Aki em Toshima, Tóquio em 29 de agosto e um show do Laputa intitulado All Burst, que aconteceu exatamente um mês depois em Nagoya. Sendo a primeira apresentação da banda desde sua separação, os ingressos esgotaram ainda na pré venda em julho. Um site oficial foi aberto para informações sobre o show.

## Estilo musical
Com o conceito "sombrio, forte e melódico" Laputa é creditada como uma das três criadoras do subestilo do visual kei Nagoya kei, ao lado das outras bandas da região Kuroyume e Silver~Rose. Mais tarde, Rouage e Laputa foram descritos como "os dois gigantes de Nagoya" que ajudaram a popularizar o subgênero.
No início, seu som possuía forte influência de Kuroyume, já que Aki e Tomoi foram roadies da banda, incorporando o post-punk e o hardcore. CD Journal descreve Memai (1995) como "um sólido senso de beleza que sangra nos visuais unificados em um tom monótono."
Graças a entrada de Kouichi, vindo da banda pioneira do Nagoya kei Silver~Rose,  e a adição de suas técnicas de composição e guitarra, os vocais fortes e nasais de Aki e sua estreia major, Laputa estabeleceu seu próprio estilo. CD Journal, em crítica a Kagerō (1996), que incluiu em sua música elementos clássicos, diz: "o som em si é bastante difícil, mas a voz cantada é surpreendentemente fácil de ouvir" e sobre Emadara (1997) afirma: "um som estável que absorve firmemente hard rock e heavy metal com vocais [...] emocionantes".
Com o passar dos anos moveram em direção a um som mais alternativo e pop, mas ainda melódico como em Cakera (1999). Sobre o álbum, CD Journal comenta: "a qualidade da música e o arranjo são impecáveis, e o acabamento é bastante denso." Mais tarde também incluíram rock eletrônico, e o CD Journal descreve esta mudança como "a ousada introdução de batidas digitais" (sobre "Shinkai", 2002) e "uma mistura de pop e agressividade" (sobre Sparks Monkey, 2003).

### Influências
Aki citou Morrie do Dead End como a principal influência em seu estilo vocal. Também foi inspirado por Gastunk no uso de kanjis complexos ou incomuns nas letras. Kouichi afirmou que foi influenciado por Yngwie Malmsteen e Takeshi Tsuji de Justy-Nasty. Como artista solo, ele admira Hide, descrevendo-o como "meu eterno objetivo como artista solo".
Junji menciona como suas primeiras influências Duran Duran, Bon Jovi, Bauhaus, Dead Can Dance e The Cure. Tomoi se inspirou principalmente em Minato de Dead End e Akira Ōta de Kinniku Shōjo Tai.

## Legado
O ex-editor da Fool's Mate Yosuke Hayakawa avalia Laputa como "uma das poucas bandas que podem estabelecer um equilíbrio de alto nível entre agressão e lirismo". Kazumi Kano, escritor, afirma que as obras do grupo têm "construtividade intelectual" e que sua musicalidade é "extremamente triste e bonita, às vezes com melodias intensas e uma experiência solene de choque duplo". O portal internacional de música japonesa Jame World citou Laputa como a banda "que mudou a forma que o visual kei e Nagoya kei são vistos para muitos grupos, e são reverenciados lírica e musicalmente".
Músicos que citaram Kouichi como uma influência incluem Ruiza e Hide-Zou do D, Kei do Diaura e Tsurugi do Sadie. Takayoshi Ohmura, guitarrista do Babymetal, afirmou que "ama muito o Laputa" e hoje faz parte do C4. Umi do Vistlip contou que o single "Glass no Shouzō" "o levou ao visual kei e a começar a tocar em uma banda". Yomi do Nightmare fazia covers de Laputa na época de seu colegial. Kaya fez um cover de "Yurenagara..." no álbum de compilação CRUSH! -90's V-Rock's best hit cover songs-, onde artistas visual kei atuais homenageiam artistas da cena dos anos 1990.

## Membros
- Aki  – vocais (1993–2004)
- Kouichi  – guitarra (1994–2004, 2024)
- Junji  – guitarra (1994), baixo (1995–2004, 2024)
- Tomoi – bateria (1993–2004, 2024)

Ex membros
- Hiro  – guitarra (1993)
- Hideno  – guitarra (1993–1994)
- Kusuba  – baixo (1993–1995)

## Discografia
- Memai (眩～めまい～暈, 1995)
- Kagerō (蜉～かげろう～蝣, 1996)
- Emadara (絵～エマダラ～斑, 1997)
- Jakō (麝～ジャコウ～香, 1998)
- Cakera (翔～カケラ～裸, 1999)
- Heaven (楽～ヘブン～園), 2001)
- New Temptation (誘～New Temptation～惑, 2002)